# Сальданьо, Хосе Луис
Хосе́ Луи́с Сальда́ньо, также известный по прозвищам «Ло́ко» и «Поро́то» (исп. José Luis Saldaño; 20 октября 1948, Буэнос-Айрес — 21 марта 2018, Санта-Фе) — аргентинский футболист, выступавший в конце 1960-х и в 1970-е годы на позиции нападающего за ряд команд у себя на родине. С «Бокой Хуниорс» в 1978 году завоевал Межконтинентальный кубок. Также выступал за сборную Аргентины.

## Биография
Хосе Луис Сальданьо начинал заниматься футболом в команде «Белья Виста» из Кордовы, однако на профессиональном уровне дебютировал в составе другой команды из того же города — «Институто». В конце 1960-х — начале 1970-х годов Сальданьо играл вместе с будущими чемпионами мира 1978 года — Марио Кемпесом и Освальдо Ардилесом. Именно при этом поколении «Институто» впервые сыграл в аргентинской Примере.
В 1970-е годы выступал, как правило, не дольше одного сезона, за «Бельграно», «Росарио Сентраль», «Колон» и «Уракан» (два сезона, в 1976—1978 годах). В 1976 году провёл четыре товарищеских матча за сборную Аргентины. Дебютировал 13 октября в матче против сборной Чили (победа 2:0). Последнюю игру провёл 28 ноября против сборной СССР (0:0).
В 1978 году Сальданьо выступал за «Боку Хуниорс», и именно один матч за «генуэзцев» принёс нападающему единственный трофей в его карьере. «Бока» играла два матча за Межконтинентальный кубок 1977 года — 21 марта и 1 апреля 1978 года. В ответной встрече против финалиста Кубка европейских чемпионов 1977 года гладбахской «Боруссии» на стадионе «Вильдпарк» в Карлсруэ Сальданьо вышел в стартовом составе «Боки», и был заменён на 46 минуте при счёте 3:0 в пользу аргентинцев. Этот счёт остался неизменным и, с учётом ничьи 2:2 в Буэнос-Айресе, «Бока Хуниорс» завоевала свой первый Межконтинентальный кубок. В игре против «Униона» (который является принципиальным соперником для «Колона») забил гол, после чего снял футболку «Боки», под которой была надета футболка «Колона». Всего за год, проведённый в «Боке», Сальданьо в разных турнирах сыграл в 26 матчах и забил девять голов (из них в чемпионате Аргентины — 16 матчей и три гола).
По окончании карьеры футболиста Хосе Луис Сальданьо отошёл от футбола. Долгое время работал в муниципалитете Санта-Фе. В 2016 году Хосе Луис, ехавший на мотоцикле, попал в ДТП, в результате чего бывший футболист сильно повредил ногу. Кроме того, он попадал в больницу из-за проблем с сердечной недостаточностью. Также он страдал от болезней почек. Хосе Луис Сальданьо умер в Санта-Фе 21 марта 2019 года из-за аневризмы.

## Титулы
- Обладатель Межконтинентального кубка (1): 1977

## Галерея

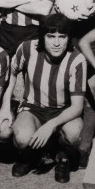
Хосе Луис Сальданьо перед матчем «Росарио Сентраля» в начале 1974 года.
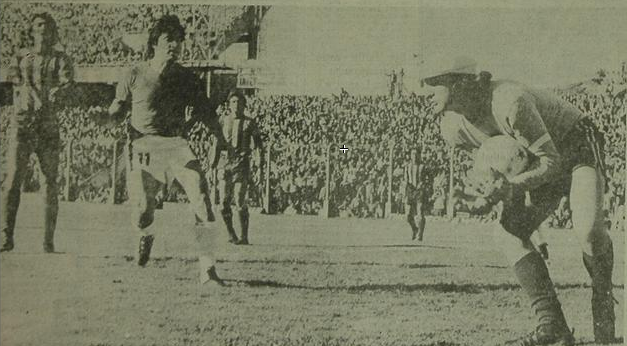
1975 год — Сальданьо атакует ворота своей бывшей команды уже в форме «Колона».